# نیروگاه هسته‌ای گروسوولتسهایم
نیروگاه هسته‌ای گروسوولتسهایم (به آلمانی: Kernkraftwerk Großwelzheim) یک نیروگاه هسته‌ای در آلمان است که در کارلشتاین آم ماین واقع شده‌است.